# Federico Fernández (Fußballspieler)
Federico Fernández (* 21. Februar 1989 in Tres Algarrobos, Provinz Buenos Aires) ist ein argentinischer Fußballspieler der aktuell bei Estudiantes unter Vertrag steht.

## Karriere
Fernández gab sein Ligadebüt für Estudiantes de La Plata am 14. September 2008 beim 1:0-Sieg gegen CA Vélez Sársfield. Im Januar 2009 wurde er für die argentinische U-20-Nationalmannschaft ausgewählt und nahm mit ihr an der U-20-Südamerikameisterschaft in Venezuela teil. Am 2. Mai 2009 schoss er sein erstes Tor beim Auswärtsspiel gegen CA Lanús.
Im Dezember 2010 wechselte Fernández für eine Ablösesumme von drei Millionen Euro zum italienischen Erstligisten SSC Neapel, kam aber aufgrund von Einreiseschwierigkeiten erst im Juli 2011 in Italien an. Seine ersten beiden Tore für Neapel schoss er am 2. November 2011 bei der 2:3-Niederlage gegen den FC Bayern München in der Gruppenphase der UEFA Champions League. In der Saison 2013/14 etablierte er sich in der Verteidigung des SSC Neapel und wurde zum Stammspieler, nachdem er die Spielzeit davor noch an den FC Getafe verliehen gewesen war. Durch starke Leistungen schaffte Fernandéz den Sprung in das WM-Aufgebot der argentinischen Nationalmannschaft. Bei der Endrunde in Brasilien bestritt er vier Spiele. Am 20. August 2014 wechselte er für rund zehn Millionen zu Swansea City in die Premier League und unterschrieb einen Vertrag über vier Jahre.
Nach vier Spielzeiten in Swansea und dem Abstieg in der Premier League 2017/18, wechselte der 29-Jährige im August 2018 zu Newcastle United und unterschrieb für zwei Jahre. 2022 wechselte er zum spanischen Erstligisten FC Elche. Über eine halbjährige Station in Katar bei Al-Duhail SC wechselte er im Sommer 2023 zu Estudiantes.

## Erfolge
- Copa Libertadores: 2009
- Argentinischer Meister: 2010 (Apertura)
- Italienischer Pokalsieger: 2011/12, 2013/14
- Vizeweltmeister: 2014